# George Cowan
George A. Cowan (Worcester (Massachusetts), 15 de fevereiro de 1920 — Los Alamos (Novo México), 20 de abril de 2012) foi um químico, empresário e filantropo estadunidense.